# Pierre Jallow (Leichtathlet)
Pierre Jallow (* 1943) ist ein Leichtathlet aus dem westafrikanischen Staat Gambia, der sich auf die Kurzstrecke spezialisiert hat.

## Olympia 1976
Zum ersten Mal reisten gambische Sportler 1976 zu Olympischen Sommerspielen. Als Protest gegen die Teilnahme der neuseeländischen Mannschaft, dessen Rugby-Union-Nationalmannschaft mit einer umstrittenen Tour kurz vor den Spielen den internationalen Sportbann gegen Südafrika gebrochen hatte, entschlossen sich die afrikanischen Länder, die Spiele von Montreal zu boykottieren. Gambia schloss sich diesem Boykott an und die fünf Sportler und zwei Funktionäre reisten wieder aus dem olympischen Dorf ab.
Darunter waren die 4-mal-100-Meter-Staffel und 4-mal-400-Meter-Staffel mit den dafür vorgesehenen Läufern Bambo Fatty, Sheikh Tidiane Faye, Bakary Jarju, Sheriff Mboge und Pierre Jallow.
Vier Jahre später lehnte das Gambia National Olympic Committee (GNOC) die Einladung zu den Olympischen Sommerspielen in Moskau ab und schloss sich damit dem Boykott der meisten westlichen Staaten an.